# Tour de Catalogne 1996
Le Tour de Catalogne 1996 est la 76e édition du Tour de Catalogne, une course cycliste par étapes en Espagne. L’épreuve se déroule sur 7 étapes plus un prologue du 13 au 20 juin 1996 sur un total de 938,1 km. Le vainqueur final est le Suisse Alex Zülle de l’équipe ONCE, devant Patrick Jonker et Marco Fincato.

## Étapes
| Étape | Date    | Parcours                                      | km    | Vainqueur d’étape     | Leader du classement général |
| ----- | ------- | --------------------------------------------- | ----- | --------------------- | ---------------------------- |
| P     | 13 juin | Platja d'Aro – Platja d'Aro (clm)             | 8,2   | Alex Zülle (SUI)      | Alex Zülle (SUI)             |
| 1     | 14 juin | Platja d'Aro – Manresa                        | 190,9 | Marco Saligari (ITA)  | Alex Zülle (SUI)             |
| 2     | 15 juin | Caves Segura Viudas (Torrelavit) – Barcelone  | 147,1 | Mario Cipollini (ITA) | Alex Zülle (SUI)             |
| 3     | 16 juin | Martinet de Cerdanya – Lles de Cerdanya (clm) | 13,5  | Alex Zülle (SUI)      | Alex Zülle (SUI)             |
| 4     | 17 juin | La Seu d'Urgell - Bagnères-de-Luchon (FRA)    | 180,0 | Patrick Jonker (AUS)  | Alex Zülle (SUI)             |
| 5     | 18 juin | Bagnères-de-Luchon (FRA) – Lleida             | 188,0 | Mario Cipollini (ITA) | Alex Zülle (SUI)             |
| 6     | 19 juin | Vila-seca – Port Aventura (clm)               | 20,4  | Alex Zülle (SUI)      | Alex Zülle (SUI)             |
| 7     | 20 juin | Port Aventura – Igualada                      | 190,0 | Marcel Wüst (GER)     | Alex Zülle (SUI)             |

### Prologue
13-06-1996: Platja d'Aro, 8,2 km (clm) :
|   | Cycliste                 | Équipe             | Temps      |
| - | ------------------------ | ------------------ | ---------- |
| 1 | Alex Zülle (SUI)         | ONCE               | 9 min 56 s |
| 2 | Patrick Jonker (AUS)     | ONCE               | + 9 s      |
| 3 | Maurizio Fondriest (ITA) | Roslotto-ZG Mobili | + 12 s     |

|   | Cycliste                 | Équipe             | Temps      |
| - | ------------------------ | ------------------ | ---------- |
| 1 | Alex Zülle (SUI)         | ONCE               | 9 min 56 s |
| 2 | Patrick Jonker (AUS)     | ONCE               | + 9 s      |
| 3 | Maurizio Fondriest (ITA) | Roslotto-ZG Mobili | + 12 s     |

### 1reétape
14-06-1996: Platja d'Aro – Manresa, 190,9 km :
|   | Cycliste                   | Équipe                  | Temps           |
| - | -------------------------- | ----------------------- | --------------- |
| 1 | Marco Saligari (ITA)       | MG Maglificio-Technogym | 5 h 01 min 21 s |
| 2 | Maurizio Fondriest (ITA)   | Roslotto-ZG Mobili      | m. t.           |
| 3 | Massimiliano Gentili (ITA) | Cantina Tollo           | m. t.           |

|   | Cycliste                 | Équipe             | Temps           |
| - | ------------------------ | ------------------ | --------------- |
| 1 | Alex Zülle (SUI)         | ONCE               | 5 h 11 min 17 s |
| 2 | Maurizio Fondriest (ITA) | Roslotto-ZG Mobili | + 12 s          |
| 3 | Patrick Jonker (AUS)     | ONCE               | + 16 s          |

### 2eétape
15-06-1996: Caves Segura Viudas (Torrelavit) – Barcelone, 147,1 km :
|   | Cycliste                | Équipe  | Temps           |
| - | ----------------------- | ------- | --------------- |
| 1 | Mario Cipollini (ITA)   | Saeco   | 3 h 33 min 30 s |
| 2 | Marcel Wüst (GER)       | MX Onda | m. t.           |
| 3 | Peter Van Petegem (BEL) | TVM     | m. t.           |

|   | Cycliste                 | Équipe             | Temps           |
| - | ------------------------ | ------------------ | --------------- |
| 1 | Alex Zülle (SUI)         | ONCE               | 8 h 44 min 47 s |
| 2 | Maurizio Fondriest (ITA) | Roslotto-ZG Mobili | + 12 s          |
| 3 | Patrick Jonker (AUS)     | ONCE               | + 16 s          |

### 3eétape
16-06-1996: Martinet de Cerdanya - Lles de Cerdanya, 13,5 km (clm):
|   | Cycliste                      | Équipe | Temps        |
| - | ----------------------------- | ------ | ------------ |
| 1 | Alex Zülle (SUI)              | ONCE   | 28 min 39 s  |
| 2 | Patrick Jonker (AUS)          | ONCE   | + 1 min 09 s |
| 3 | Marcelino García Alonso (ESP) | ONCE   | + 1 min 37 s |

|   | Cycliste             | Équipe             | Temps           |
| - | -------------------- | ------------------ | --------------- |
| 1 | Alex Zülle (SUI)     | ONCE               | 9 h 13 min 26 s |
| 2 | Patrick Jonker (AUS) | ONCE               | + 1 min 25 s    |
| 3 | Marco Fincato (ITA)  | Roslotto-ZG Mobili | + 2 min 20 s    |

### 4eétape
17-06-1996: La Seu d'Urgell – Bagnères-de-Luchon, 188,0 km :
|   | Cycliste             | Équipe             | Temps           |
| - | -------------------- | ------------------ | --------------- |
| 1 | Patrick Jonker (AUS) | ONCE               | 5 h 24 min 34 s |
| 2 | Alex Zülle (SUI)     | ONCE               | m. t.           |
| 3 | Marco Fincato (ITA)  | Roslotto-ZG Mobili | + 1 min 20 s    |

|   | Cycliste             | Équipe             | Temps            |
| - | -------------------- | ------------------ | ---------------- |
| 1 | Alex Zülle (SUI)     | ONCE               | 14 h 38 min 20 s |
| 2 | Patrick Jonker (AUS) | ONCE               | + 1 min 5 s      |
| 3 | Marco Fincato (ITA)  | Roslotto-ZG Mobili | + 3 min 20 s     |

### 5eétape
18-06-1996: Bagnères-de-Luchon – Lleida, 188,0 km :
|   | Cycliste               | Équipe             | Temps           |
| - | ---------------------- | ------------------ | --------------- |
| 1 | Mario Cipollini (ITA)  | Saeco              | 5 h 13 min 47 s |
| 2 | Marcel Wüst (GER)      | MX Onda            | m. t.           |
| 3 | Andrea Ferrigato (ITA) | Roslotto-ZG Mobili | m. t.           |

|   | Cycliste             | Équipe             | Temps            |
| - | -------------------- | ------------------ | ---------------- |
| 1 | Alex Zülle (SUI)     | ONCE               | 19 h 52 min 07 s |
| 2 | Patrick Jonker (AUS) | ONCE               | + 1 min 5 s      |
| 3 | Marco Fincato (ITA)  | Roslotto-ZG Mobili | + 3 min 20 s     |

### 6eétape
19-06-1996: Vila-seca – Port Aventura, 20,4 km (clm):
|   | Cycliste             | Équipe | Temps       |
| - | -------------------- | ------ | ----------- |
| 1 | Alex Zülle (SUI)     | ONCE   | 22 min 53 s |
| 2 | Patrick Jonker (AUS) | ONCE   | + 3 s       |
| 3 | Francis Moreau (FRA) | GAN    | + 38 s      |

|   | Cycliste             | Équipe             | Temps            |
| - | -------------------- | ------------------ | ---------------- |
| 1 | Alex Zülle (SUI)     | ONCE               | 20 h 15 min 00 s |
| 2 | Patrick Jonker (AUS) | ONCE               | + 1 min 8 s      |
| 3 | Marco Fincato (ITA)  | Roslotto-ZG Mobili | + 4 min 23 s     |

### 7eétape
20-06-1996: Port Aventura – Igualada, 190,0 km :
|   | Cycliste                | Équipe        | Temps           |
| - | ----------------------- | ------------- | --------------- |
| 1 | Marcel Wüst (GER)       | MX Onda       | 4 h 30 min 27 s |
| 2 | Àngel Edo (ESP)         | Kelme-Artiach | m. t.           |
| 3 | Peter Van Petegem (BEL) | TVM           | m. t.           |

|   | Cycliste             | Équipe             | Temps            |
| - | -------------------- | ------------------ | ---------------- |
| 1 | Alex Zülle (SUI)     | ONCE               | 24 h 45 min 29 s |
| 2 | Patrick Jonker (AUS) | ONCE               | + 1 min 8 s      |
| 3 | Marco Fincato (ITA)  | Roslotto-ZG Mobili | + 4 min 23 s     |

## Classement général
|    | Cycliste                      | Équipe                  | Temps            |
| -- | ----------------------------- | ----------------------- | ---------------- |
| 1  | Alex Zülle (SUI)              | ONCE                    | 24 h 45 min 29 s |
| 2  | Patrick Jonker (AUS)          | ONCE                    | + 1 min 8 s      |
| 3  | Marco Fincato (ITA)           | Roslotto-ZG Mobili      | + 4 min 23 s     |
| 4  | Massimiliano Gentili (ITA)    | Cantina Tollo           | + 7 min 05 s     |
| 5  | Laudelino Cubino (ESP)        | Kelme-Artiach           | + 7 min 40 s     |
| 6  | Bo Hamburger (DEN)            | TVM                     | + 7 min 46 s     |
| 7  | Marcelino García Alonso (ESP) | ONCE                    | + 8 min 27 s     |
| 8  | Roberto Pistore (ITA)         | MG Maglificio-Technogym | + 8 min 55 s     |
| 9  | Marco Saligari (ITA)          | MG Maglificio-Technogym | + 9 min 55 s     |
| 10 | Paolo Savoldelli (ITA)        | Roslotto-ZG Mobili      | + 10 min 17 s    |

## Classement de la montagne
|   | Cycliste               | Équipe             | Points |
| - | ---------------------- | ------------------ | ------ |
| 1 | Laudelino Cubino (ESP) | Kelme-Artiach      | 61     |
| 2 | Marco Fincato (ITA)    | Roslotto-ZG Mobili | 41     |
| 3 | Alex Zülle (SUI)       | ONCE               | 40     |

## Classement des metas volantes
|   | Cycliste                    | Équipe  | Points |
| - | --------------------------- | ------- | ------ |
| 1 | Marcel Wüst (GER)           | MX Onda | 14     |
| 2 | Massimiliano Mori (ITA)     | Saeco   | 7      |
| 3 | José Antonio Espinosa (ESP) | MX Onda | 6      |

## Meilleure équipe
|   | Équipe             | Pays    | Temps            |
| - | ------------------ | ------- | ---------------- |
| 1 | ONCE               | Espagne | 74 h 25 min 31 s |
| 2 | Roslotto-ZG Mobili | Italie  | + 17 min 00 s    |
| 3 | Kelme-Artiach      | Espagne | + 29 min 13 s    |